# Stouby Mølle
Stouby Mølle (ses også med stavemåden Stovby Mølle) er en stubmølle på Falster, som er opført i 1790 og formentlig flyttet til Stouby fra en anden placering nær Nykøbing Falster.
Teknisk set er den enestående, idet den som de hollandske vindmøller har et stjernehjul, der driver to kværne. 
Møllen der er firkantet og placeret på et kampestensfundament er beklædt med fyrrebrædder. 
Hatten er bådformet. 
Møllen var i drift indtil 1931 og blev vedligeholdt for private midler indtil 1984, hvor den blev overtaget af Sydfalster Kommune, som efter en restaurering lod den genindvie 12. juni 1987.

## Opbygning
Stubben, saddelen  og bundkrydset er af egetømmer.  De fire bjælker under saddelen har ikke nogen funktion, men kan være anbragt i forbindelse med en flytning af møllen. 
I den bageste ende af møllen er der en tilbygning, som er udført senere end selve møllen. Møllens tag bæres af fire spær.